# Vicariato apostolico di Inírida
Il vicariato apostolico di Inírida (in latino Vicariatus apostolicus Iniridanus) è una sede della Chiesa cattolica in Colombia immediatamente soggetta alla Santa Sede. Nel 2022 contava 13.000 battezzati su 45.300 abitanti. È retto dal vescovo Joselito Carreño Quiñonez, M.X.Y.

## Territorio
Il vicariato apostolico comprende il dipartimento colombiano di Guainía e la parte meridionale del dipartimento di Vichada a sud del rio Matavén.
Sede del vicariato è la città di Inírida, dove si trova la cattedrale di Nostra Signora del Carmine.
Il territorio si estende su una superficie di 86.000 km² ed è suddiviso in 5 parrocchie.

## Storia
Gli sforzi missionari per evangelizzare gli indios di queste zone si concentrarono solo a partire dagli anni cinquanta del XX secolo e furono preceduti da un analogo tentativo di una missionaria protestante negli anni quaranta, che rese molti indios avversari del cattolicesimo.
Il vicariato apostolico di Inírida è stato eretto il 30 novembre 1996 con la bolla Studiosam sane curam di papa Giovanni Paolo II, ricavandone il territorio dal vicariato apostolico di Mitú-Porto Inírida, che contestualmente assunse il nome di vicariato apostolico di Mitú, e dalla prefettura apostolica di Vichada.

## Cronotassi dei vescovi
Si omettono i periodi di sede vacante non superiori ai 2 anni o non storicamente accertati.
- Antonio Bayter Abud, M.X.Y. † (30 novembre 1996 - 3 dicembre 2013 ritirato)
- Joselito Carreño Quiñonez, M.X.Y., dal 3 dicembre 2013

## Statistiche
Il vicariato apostolico nel 2022 su una popolazione di 45.300 persone contava 13.000 battezzati, corrispondenti al 28,7% del totale.
| anno | popolazione | popolazione | popolazione | presbiteri | presbiteri | presbiteri | presbiteri                | diaconi | religiosi | religiosi | parrocchie |
| anno | battezzati  | totale      | %           | numero     | secolari   | regolari   | battezzati per presbitero | diaconi | uomini    | donne     | parrocchie |
| ---- | ----------- | ----------- | ----------- | ---------- | ---------- | ---------- | ------------------------- | ------- | --------- | --------- | ---------- |
| 1999 | 8.750       | 25.000      | 35,0        | 8          | 3          | 5          | 1.093                     |         | 6         | 16        | 3          |
| 2000 | 8.750       | 25.000      | 35,0        | 5          | 1          | 4          | 1.750                     |         | 6         | 16        | 3          |
| 2001 | 8.750       | 25.000      | 35,0        | 5          | 1          | 4          | 1.750                     |         | 5         | 13        | 3          |
| 2002 | 8.880       | 25.500      | 34,8        | 7          | 1          | 6          | 1.268                     |         | 9         | 12        | 3          |
| 2003 | 8.750       | 25.000      | 35,0        | 8          | 1          | 7          | 1.093                     |         | 8         | 12        | 4          |
| 2004 | 9.000       | 25.500      | 35,3        | 10         | 1          | 9          | 900                       |         | 10        | 11        | 4          |
| 2010 | 10.200      | 30.000      | 34,0        | 13         | 1          | 12         | 784                       |         | 12        | 15        | 5          |
| 2014 | 12.500      | 34.820      | 35,9        | 9          | 1          | 8          | 1.388                     |         | 8         | 15        | 5          |
| 2017 | 13.251      | 42.900      | 30,9        | 10         | 1          | 9          | 1.325                     | 1       | 10        | 16        | 5          |
| 2020 | ?           | 44.880      | ?           | 13         | 2          | 11         | ?                         |         | 11        | 11        | 5          |
| 2022 | 13.000      | 45.300      | 28,7        | 10         | 4          | 6          | 1.300                     |         | 10        | 15        | 5          |